# Maddie Haynes
Madeline „Maddie“ Haynes (* 10. Februar 1998 in Rocklin, Kalifornien) ist eine US-amerikanische Volleyballspielerin.

## Karriere
Haynes begann im Alter von zwölf Jahren mit Volleyball, nachdem sie zuvor auch Basketball gespielt hatte. Sie spielte zunächst an der Rocklin High School. Außerdem kam sie in der Junioren-Nationalmannschaft der Vereinigten Staaten zum Einsatz. Zu Beginn ihrer Karriere wechselte sie mehrmals die Position. Über den Mittelblock und den Diagonalangriff kam sie zum Außenangriff. Von 2016 bis 2019 studierte Haynes an der University of California, Berkeley und spielte in der Universitätsmannschaft Bears. 2020 wurde sie vom deutschen Bundesligisten Ladies in Black Aachen verpflichtet. Mit Aachen erreichte sie im DVV-Pokal 2020/21 das Viertelfinale und unterlag als Tabellenachte der Bundesliga-Hauptrunde im Playoff-Viertelfinale gegen den Dresdner SC. 2021 wechselte sie zum Schweizer Erstligisten VBC Cheseaux.